# Agromyza marionae
Agromyza marionae este o specie de muște din genul Agromyza, familia Agromyzidae, descrisă de Griffiths în anul 1963. Conform Catalogue of Life specia Agromyza marionae nu are subspecii cunoscute.